# جرش (محافظة)
محافظة جرش، تقع في شمال غرب الأردن. مركزها مدينة جرش وتعد أكبر مدنها. يتجاوز عدد السكان الكلي لمحافظة جرش الـ 237,059 نسمة، يشكل الأردنيون منهم نحو 167,751. تحدها محافظة إربد من الشمال، ومحافظة عجلون من الغرب، ومحافظتا المفرق والزرقاء من الشرق، وكل من محافظة العاصمة ومحافظة البلقاء ومحافظة الزرقاء من الجنوب.
تبلغ مساحة المحافظة 410 كم². تبعد مدينة جرش ومركز المحافظة حوالي 45 كيلومتر شمال العاصمة عمّان. وتتفاوت ميزات محافظة جرش الجغرافية من الجبال الباردة إلى الوديان، وتتراوح الارتفاعات فيها من 300 إلى 1247 متر فوق مستوى البحر.

## التاريخ
تتكون المحافظة من العديد من الأماكن الأثرية خاصة في مدينة جرش الأثرية التي كانت واحدة من مدن الديكابوليس، وهو اتحاد عشر مدن رومانية يعود للقرن الأول قبل الميلاد. تقع جرش في واد تجري فيه المياه يسمى نهر الذهب. وكانت آثارها وما تزال محجة الزائرين ومحط أنظار الرحالين والسياح والعلماء وطلاب المعرفة من جميع أنحاء العالم.
تدل محافظة جرش على وجود حياة بشرية خاصة في المدينة الأثرية تعود إلى أكثر من 7500 سنة.
خضعت (جراسا) لحكم الروم الذين احتلوا بلاد الشام طيلة 400 سنة وأسسوا اتحاد المدن العشر المعروف باسم مدن الديكابوليس وهو اتحاد اقتصادي وثقافي فيدرالي ضم عشر مدن رومانية أقامها القائد (بومبي) عام 64 قبل الميلاد في شمال الأردن وفلسطين وجنوب سوريا لمواجهة قوة دولة (الأنباط) العرب في الجنوب.
وبسبب موقعها على ملتقى طرق القوافل تحولت المدينة إلى مركز تجاري وثقافي مزدهر لتصبح أهم مدن الاتحاد حتى أن الإمبراطور (هادريان) قد زارها بنفسه عام 130 ميلادي أثناء مسيره إلى احتلال (تدمر).
وقد نمت ثروة (جرش) وازدهرت تجارتها وتوسعت علاقاتها مع الأنباط إلا أن خراب (تدمر) في الشمال على يد الروم واضطراب الأمن وتوسع الإمبراطورية الفارسية التي اجتاحت بلاد الشام وتحول طرق التجارة أصابت ازدهار المدينة وتقدمها في مقتل وأدخلتها أسوأ مراحل تاريخها.
عاشت مدينة جرش عصرها الذهبي تحت حكم الروم الذين أدخلوا إليها الديانة المسيحية بحلول عام 350 لتنتعش فيها لاحقا حركة تشييد الكنائس والأديرة التي دمّر معظمها على يد الجيوش الفارسية.
وفي عام 635 وصلت جيوش الفتح الإسلامي إلى جرش بقيادة شرحبيل بن حسنة في عهد الخليفة الثاني ليعود الأمن والاستقرار إلى المنطقة كلها ولستعيد المدينة ازدهارها في العصر الأموي.
ودمّر زلزال عنيف أجزاء كبيرة من هذه المدينة سنة 749 كما أدت الزلازل المتلاحقة التي ضربت المنطقة لاحقا إلى دمار إضافي أسهم في خرابها.

## الجغرافيا

### الموقع
تقع محافظة جرش في الشمال الغربي للأردن. تحدها محافظة إربد من الشمال، ومحافظة عجلون من الغرب، ومحافظة المفرق ومحافظة الزرقاء من الشرق، وكل من محافظة العاصمة ومحافظة البلقاء ومحافظة الزرقاء من الجنوب.

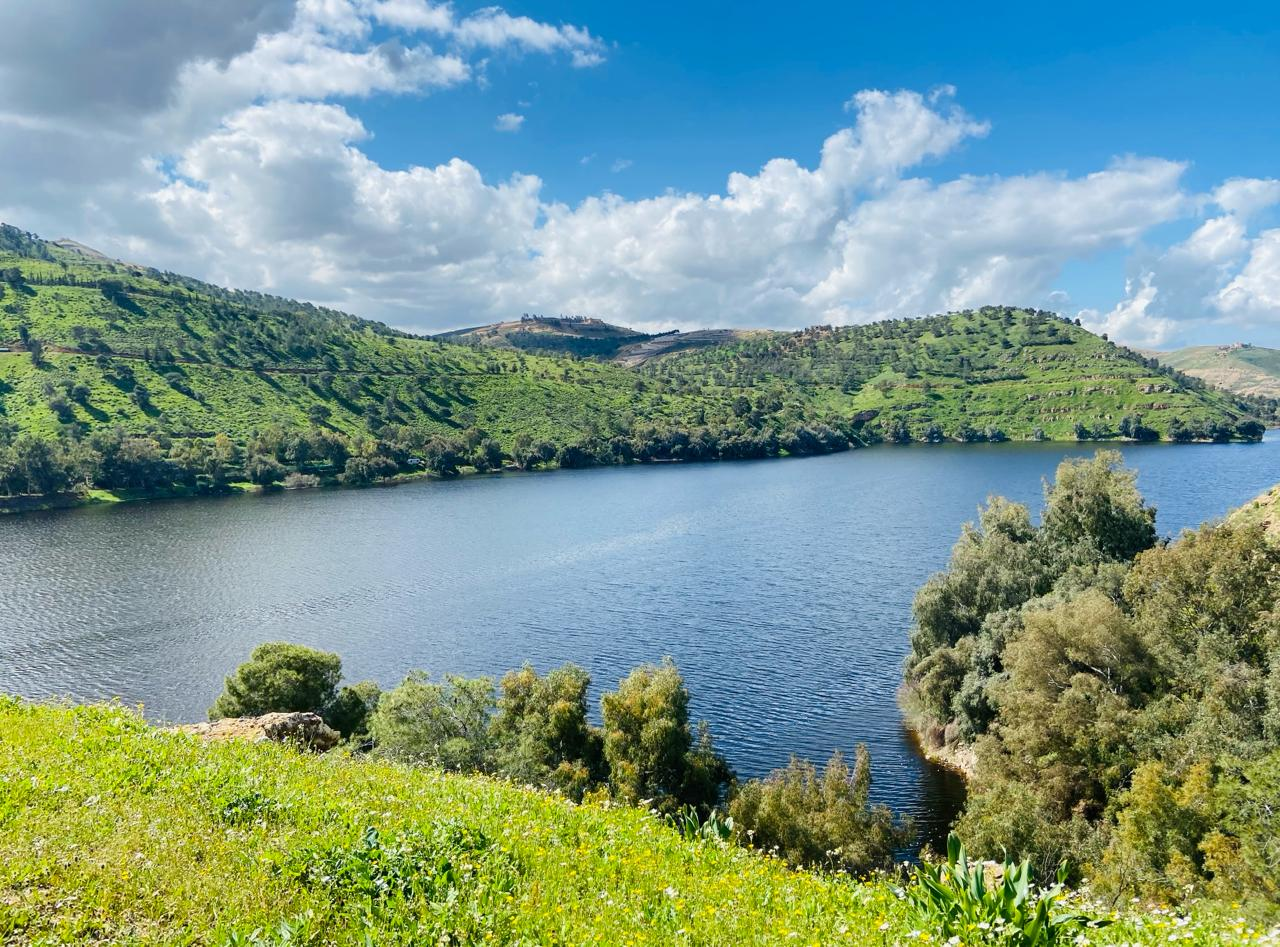
سد الملك طلال، جرش

يوجد بالمحافظة أكبر سدود الأردن وهو سد الملك طلال، يقع في منطقه مرتفعات تل الرمان في محافظة جرش .

### المناخ
مناخ المحافظة هو مناخ متوسطي، وهو بارد إلى معتدل في الشتاء وحار في الصيف. وفي جرش ومحيطها بعض من أعلى المناطق في الأردن مثل مرتفعات سوف وساكب وثغرة عصفور وكفرخل والتي تتراكم عليها الثلوج في فصل الشتاء.

## المعالم الأثرية والسياحية

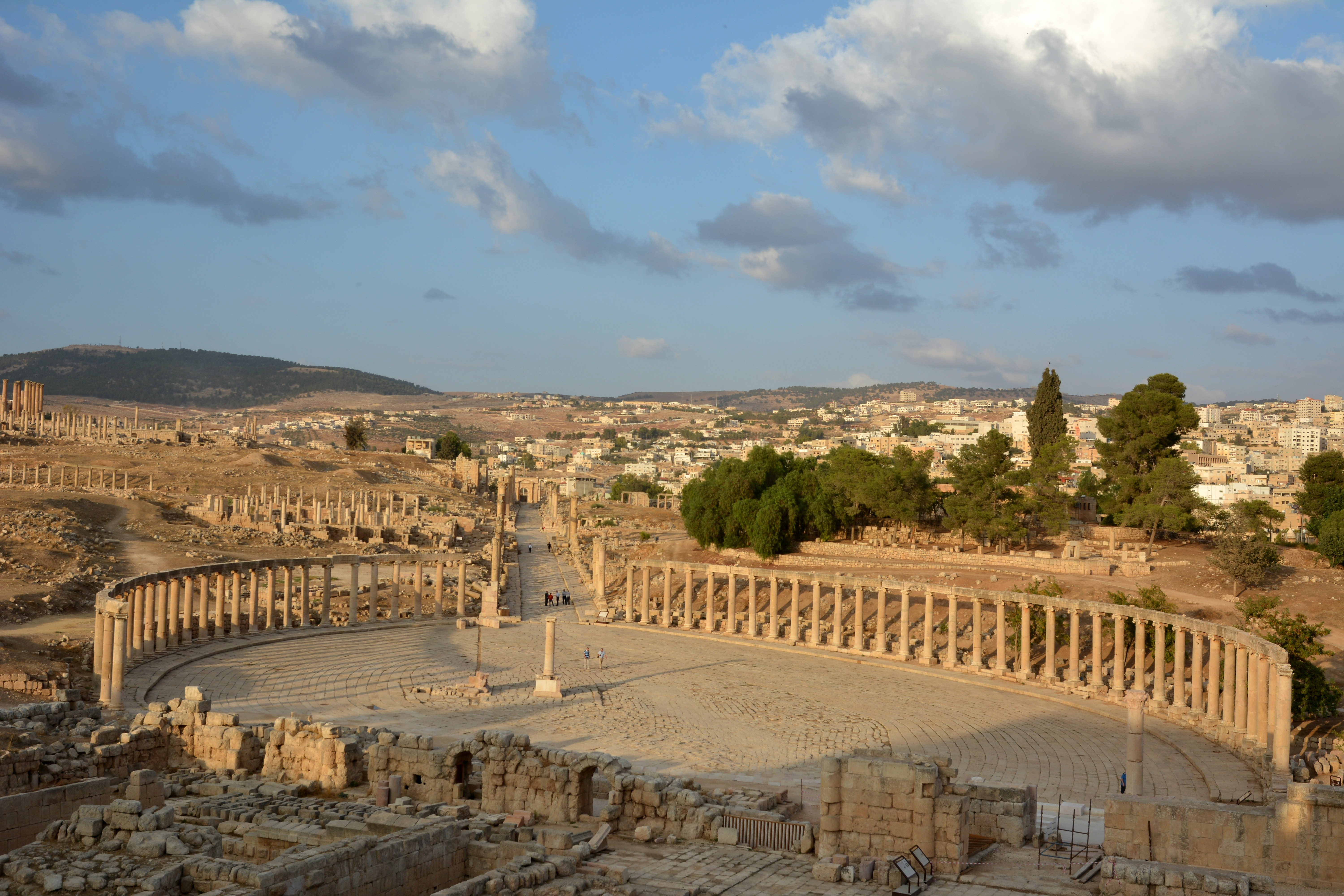
ساحة الندوة وشارع الأعمدة.

- شارع الأعمدة أو كاردو: (باللاتينية: Cardo maximus) هو الشارع الرئيسي في مدينة جرش الأثريّة، يبلغ طولة 800 متر، ويضم نحو ألف عمود.
- المسرح الجنوبي: هو مسرح روماني ويعد أضخم مسارح مدينة جرش. تم تشييده في القرن الأول الميلادي، ويتسع لحوالي 3,000 - 5,000 متفرج، كما أنه تم تصميمه ليلائم النظام الصوتي في جميع زواياه، والذي لا يزال يخدم كما كان في فترة إنشائه. كما يتم اليوم استخدامه في المناسبات الثقافية والفنية، كمهرجان جرش.
- المسرح الجنوبي، جرش، الأردنالمسرح الشمالي، جرش، الأردنالمسرح الشمالي: هو مسرح روماني في مدينة جرش. تم تشييده في القرن الثاني الميلادي، وتحديدًا عام 165 م. يتسع لحوالي 3,000 متفرج، كما أنه تم تصميمه ليُلائم النظام الصوتي في جميع زواياه، والذي لا يزال يخدم كما كان في فترة إنشائه. كما يتم اليوم استخدامه في المناسبات الثقافية والفنية، كمهرجان جرش.

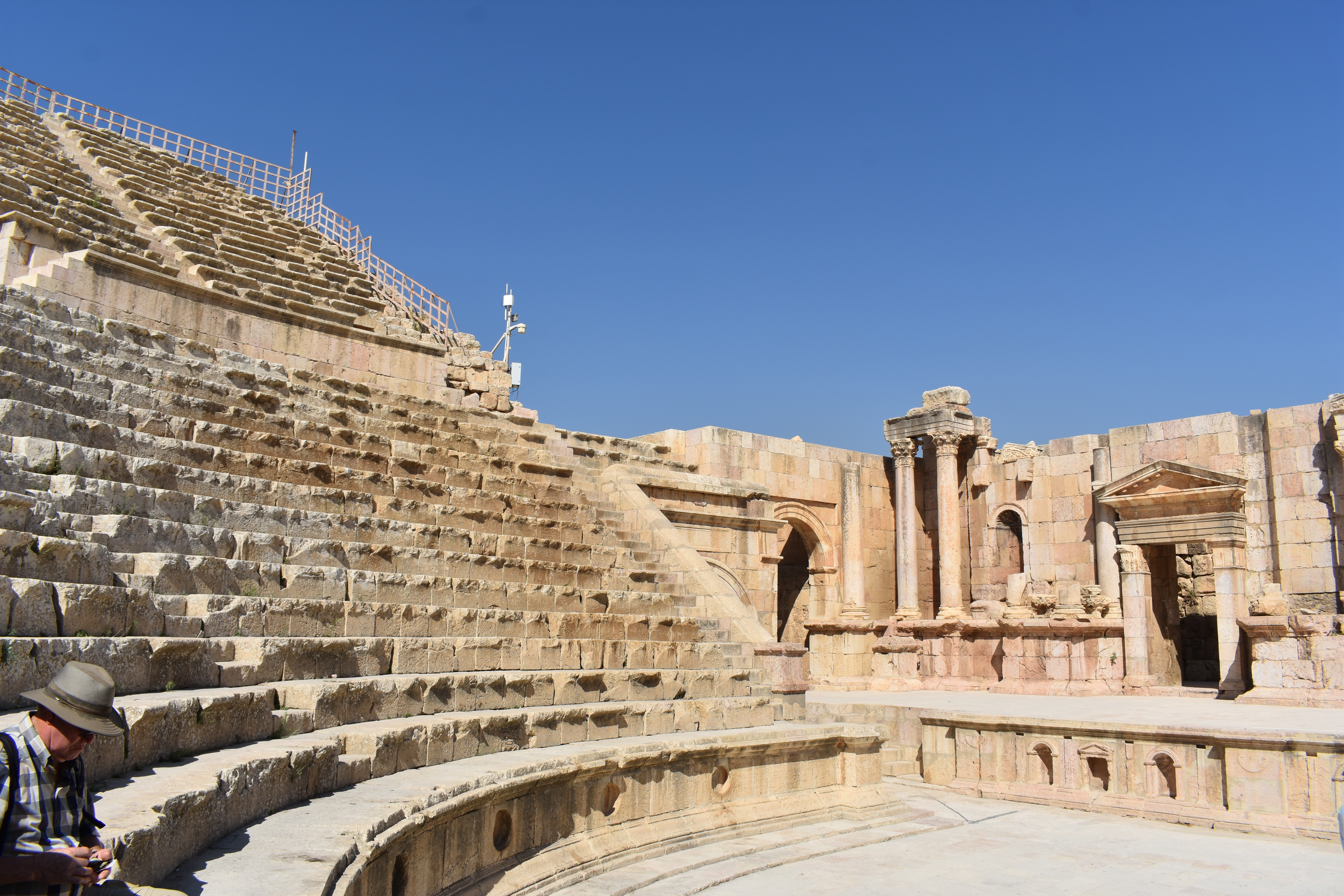
المسرح الجنوبي، جرش، الأردن

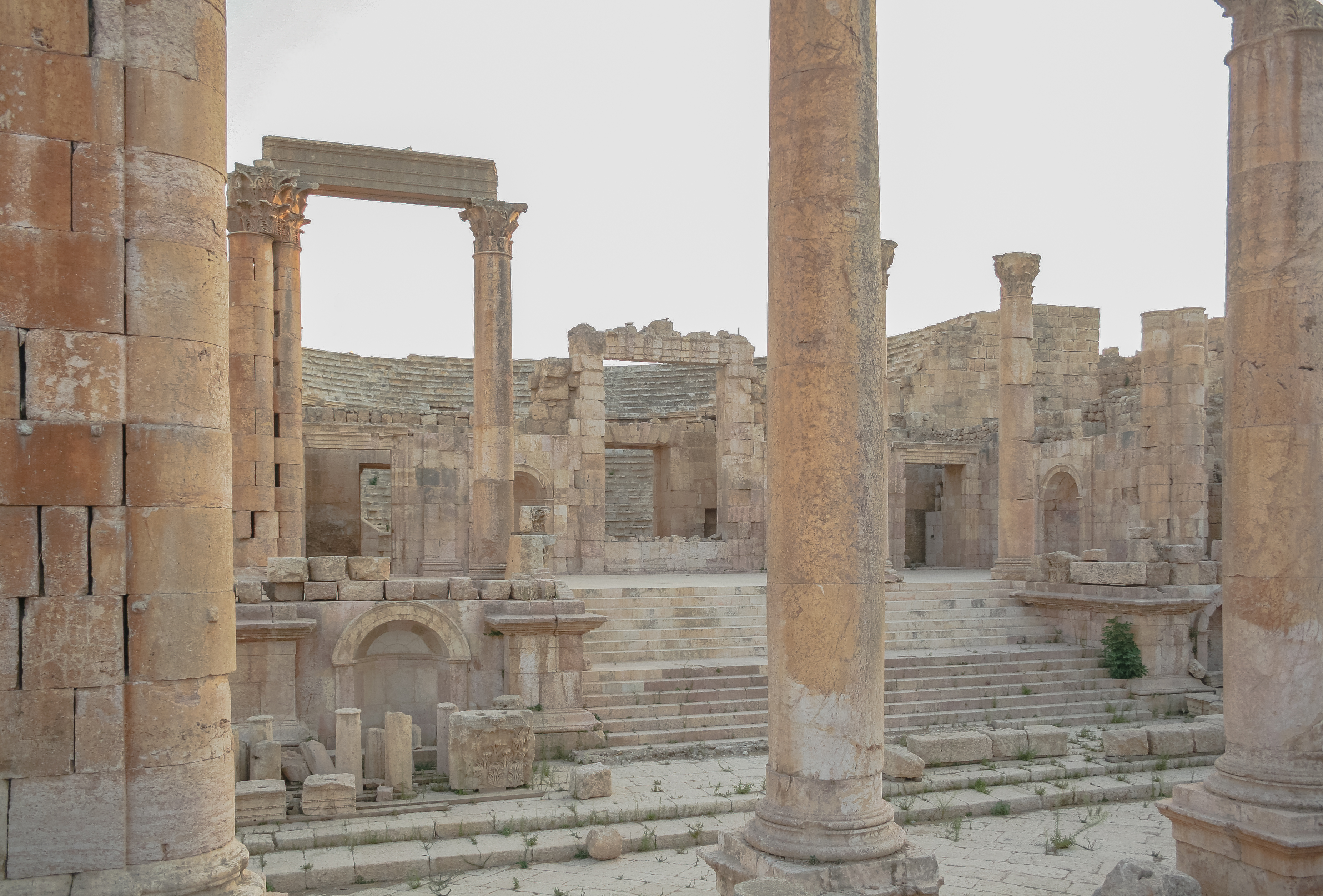
المسرح الشمالي، جرش، الأردن

- سبيل الحوريات (Nymphaeum): وهو بناء يضم نوافير للمياة أقيم لحوريات الماء في أواخر القرن الثاني الميلادي. حيث لا يزال السبيل المعروف باسم (نمفيوم) الذي شيّد عام 191 للميلاد يثير خيالات الزائر والسائح وهو حوض رخامي فخم من طابقين ويضم نوافير للمياه ويزين الرخام الجزء السفلي من واجهاته البديعة بينما تزين أعلاها زخارف هندسية رائعة التكوين.

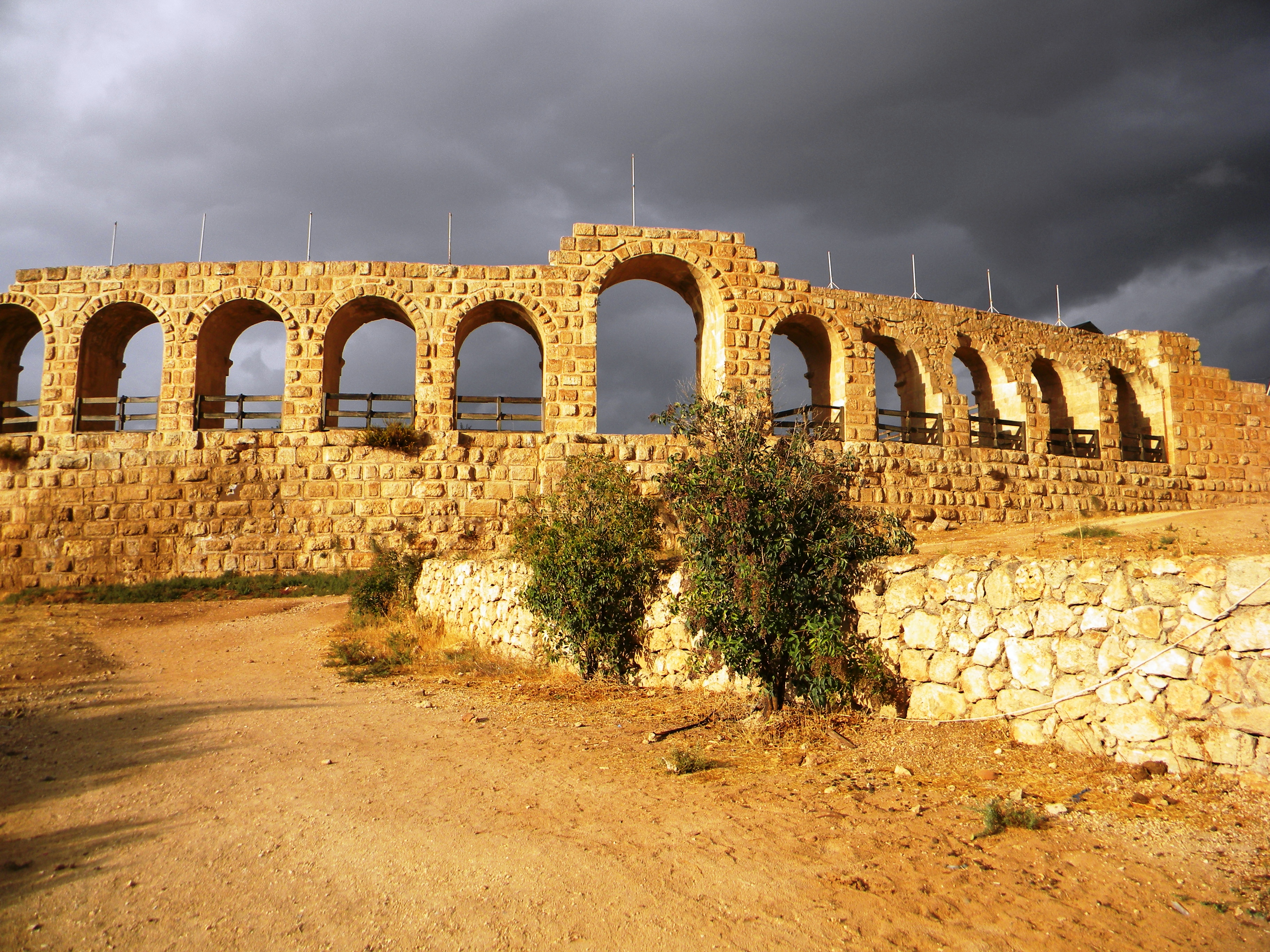
الهيبودروم، جرش، الأردن

- الهيبودروم، جرش، الأردنالبوابة الجنوبية (قوس هادريان) أو بوابة هادريان أو قوس النصر: هو قوس نصر يعد من أشهر معالم مدينة جرش. يقع في الجهة الجنوبية من المدينة، وهو بوابة ذات ثلاثة أقواس ارتفاعها الحالي  11 مترًا، أقيمت احتفاء بزيارة الإمبراطور الروماني هادريان للمدينة في شتاء سنة 129 ـ 130 م.
- معبد آرتميس: يعتبر معبد الآلهة الحارسة للمدينة الذي أقيم في القرن الثاني للميلاد، وهو من أفخر معالم جرش التاريخية.
- الهيبودورم (Hippodrome): هو ملعب خيل وسيرك روماني يقع في المنطقة الأثريّة بمدينة جرش، إلى جانب قوس هادريان. وهو على شكل حرف (U)، يتكون من جدارين ومدرّجات من ثلاث جهات مرفوعة على أقبية. وهو يُستعمل لسباق الخيل والعربات ذات الحصانين أو الأربعة.
- ساحة الندوة (Fourm):ساحة مفتوحة في وسط المدينة، شكلها بيضاوي محاطة بأعمدة يونانية.
- الكاتدرائية ذات البوابة الحجرية الضخمة الغنية بصور منحوتة تخلب الألباب وهي أجمل البنايات الدينية في جرش وكانت في الأصل معبد (ديونيسوس) الرومي الذي أقيم في القرن الميلادي الثاني وقد أعيد بناؤه ككنيسة بيزنطية في القرن الرابع.
- بركتا جرش: مقر احتفالات الرومان بقدوم الربيع واحد المصادر الرئيسية لتزويد مدينة جرش الأثرية بالمياه. بنى الرومان البركتين لنقل المياه إلى قلب المدينة بنظام يشتمل على أنابيب فخارية وقنوات حجرية ويحيط بالبركتين مدرج من الحجر.

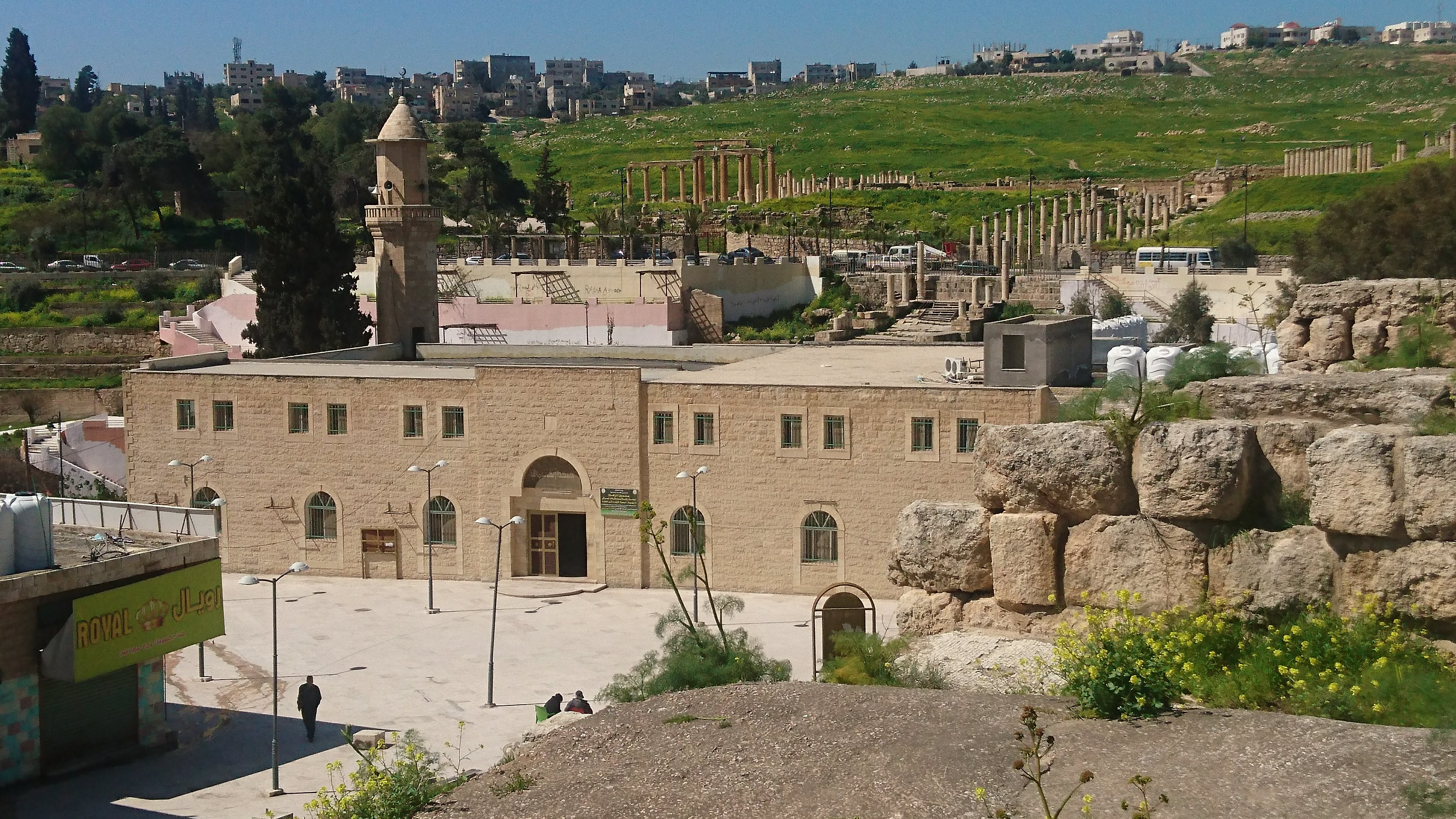
المسجد الحميدي في جرش

- المسجد الحميدي في جرشالمسجد الأموي في جرش: يقع على إحدى زوايا تقاطع الشارع الرئيسي الكاردو Cardo مع الشارع الفرعي الديكمانوس Decumanus، اُكتشف المسجد عام 2002 ميلادي، ويعود تاريخه إلى الربع الثاني من القرن الثامن ميلادي، ربما إلى فترة حكم الخليفة الأموي هشام بن عبد الملك (724 - 734 ميلادي) / (105-125 هـجري)
- مقام النبي هود: يقع المقام على قمة جبل مرتفع شرق مدينة جرش في قرية النبي هود والمعروفة بهذا الاسم نسبة إلى النبي هود علية السلام والطريق إليه ضيق ومتعرج ذو ارتفاع حاد. يتكون البناء من غرفة مساحتها 16 مترا مربعا يعلوها قبة وأرضيتها مفروشة بالسجاد والحصر ومساحة قطعة الأرض الكلية 160 مترا مربعا تحيط به مقبرة وفي الجهة الشرقية منه كهف قديم.

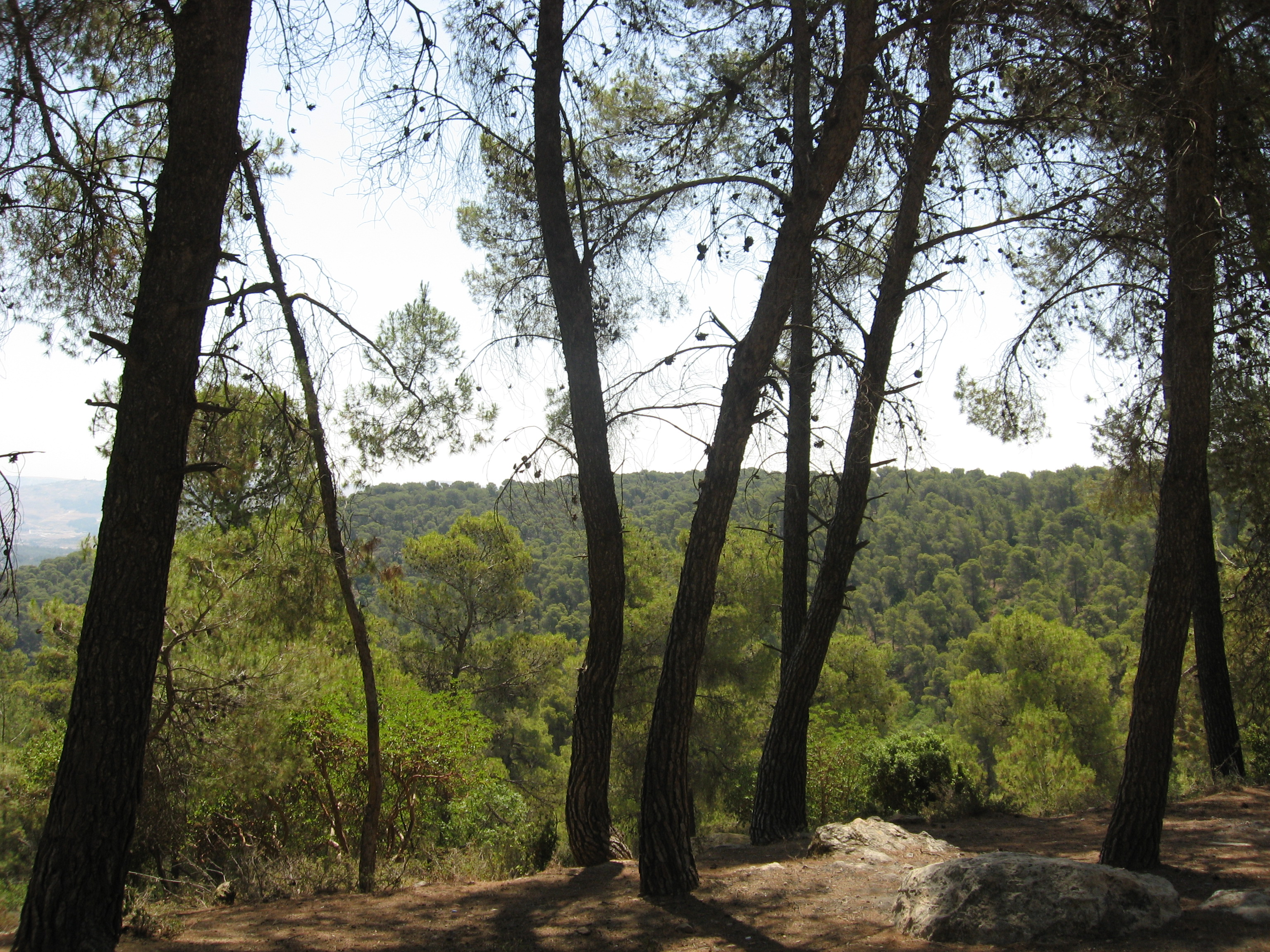
غابة دبين، جرش، الأردن

- غابة دبين، جرش، الأردنغابات دبين: تقع في الجزء الغربي من محافظة جرش وتعتبر من أكبر الغابات في الأردن، وهي مقصد الأردنيين للتنزه والسياحة في معظم شهور السنة وكذلك مقصد أبناء الوطن العربي والسياح من دول العالم المختلفة لما تتميز به من طبيعة خلابة. تعتير تلك الغابات الحد الجنوبي الشرقي لأشجار الصنوبر الحلبي في الكرة الأرضية. وقد تم رصد ودراسة ما يزيد على 263 نوعا من النباتات البرية من فصيلة العشبيات، والعديد من أنواع الأشجار البرية والحرجية. كما تم رصد نباتات الأوركيد النادرة في هذه الغابات، بالإضافة لأنواع الأشجار المعمرة والتاريخية التي تتجاوز أعمارها مئات السنين.

## الاقتصاد
يعتمد اقتصاد المحافظة بشكل أساسي على الموارد البشرية وخاصة فئة المتعلمين، حيث تعد المحافظة مصدراً رئيسياً للقوى العاملة المتعلمة والمؤهلة في مختلف المجالات المعرفية. كما يعتمد اقتصادها على السياحة والتجارة والصناعة. موقعها المتوسط بين أكبر ثلاث مدن أردنية وهي عمّان وإربد والزرقاء، جعلها بيئة جاذبة للأعمال وساعد في زيادة التبادل التجاري والنمو الاقتصادي. أيضاً، ومن خلال مصانعها الحديثة، تساهم محافظة جرش بـ 12% من الإنتاج الوطني لزيت الزيتون.

## السياحة

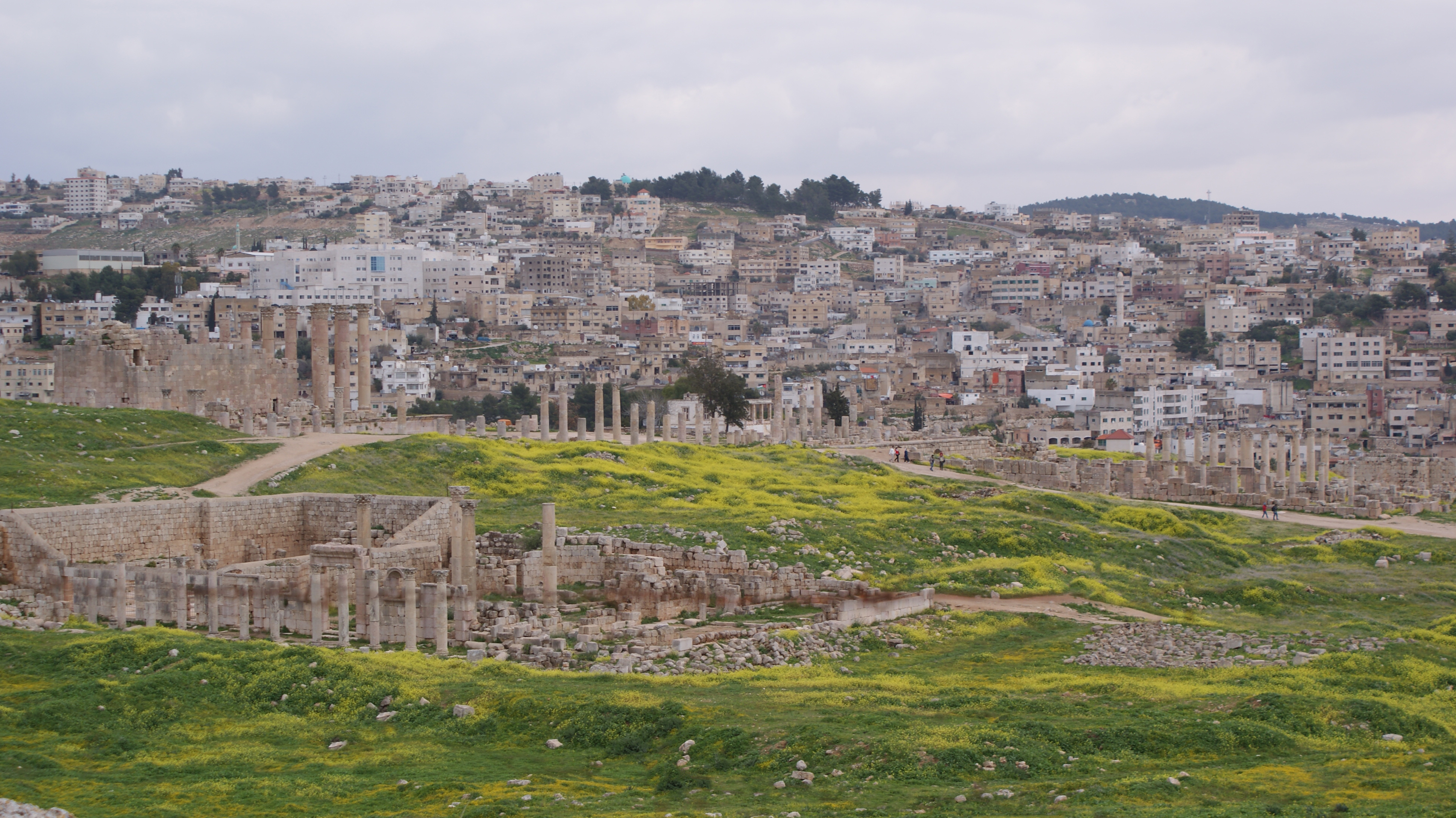
مدينة جرش، الأردن

تحتل مدينة جرش الأثرية المركز الثاني بعد البتراء كوجهة سياحية في الأردن، وهي مدينة أثرية متكاملة. كما أن محافظة جرش تعد وجهة رئيسية للسياحة المحلية خلال فصل الصيف بسب برودة طقسها مقارنة بباقي مناطق الأردن وطبيعتها الحرجية.
ويتوافد السياح أيضاً بأعداد كبيرة على الأماكن السياحية الأخرى مثل:
- موقع البركتين: يتكون هذا الموقع من حوضين مائيين يغذى ذاتياً بوجود عدد من المصادر المائية داخل الحوضين وكان يغذي المدينة الأثرية بالمياه عن طريق أنابيب موصولة بالموقع بالإضافة إلى وجود مدرج يتسع إلى حوالي (500) شخص كان يستخدم في المناسبات الثقافية في العصر الروماني وقد عملت وزارة السياحة والآثار على تطوير الموقع على مراحل متعددة ليتم عرضه على القطاع الخاص لغايات الاستثمار السياحي.
- مقام النبي هود: إلى الجنوب الشرقي من مدينة جرش وعلى قمة إحدى التلال التي سميت بإسمه يربو صرح ديني سياحي يأمة الزوار من كل أنحاء المملكة لغايات التبرك والصلاة مقام النبي هود كانت آثاره قائمة دون رعاية أو اهتمام حتى نال مكرمة ملكية بإعادة تأهيله حتى وتدشين مسجد النبي هود علية السلام الذي أصبح من المواقع الإسلامية المميزة في المملكة الأردنية.
- موقع دير السيدة العذراء «ينبوع الحياة»: يقع الدير في دبين في محافظة جرش.
- محمية الغزلان.

## التعليم

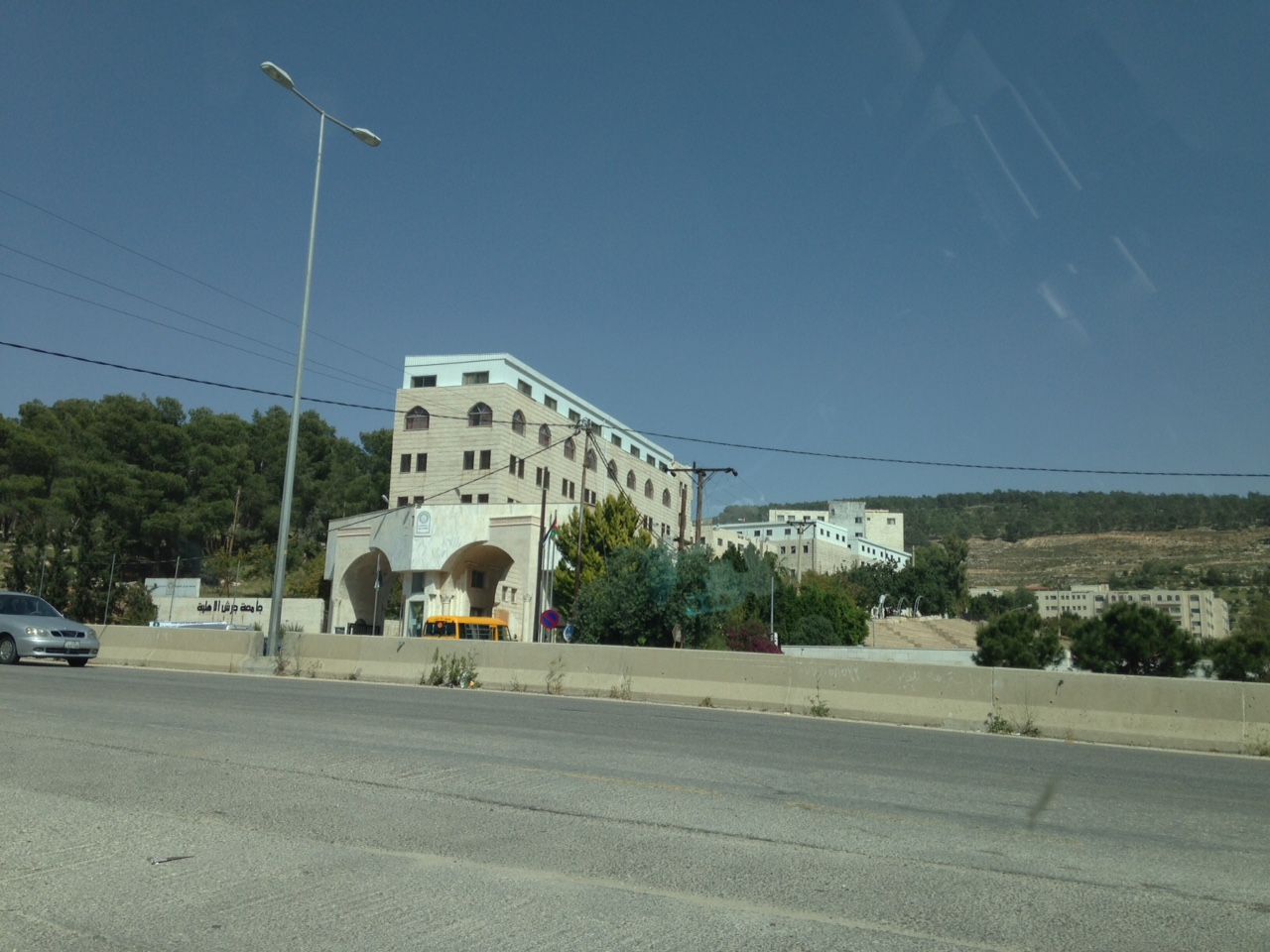
جامعة جرش

تنتشر في المحافظة المدارس بمختلف فئاتها. ويوجد فيها جامعتان هما: جامعة جرش وجامعة فيلادلفيا.

## مهرجان جرش

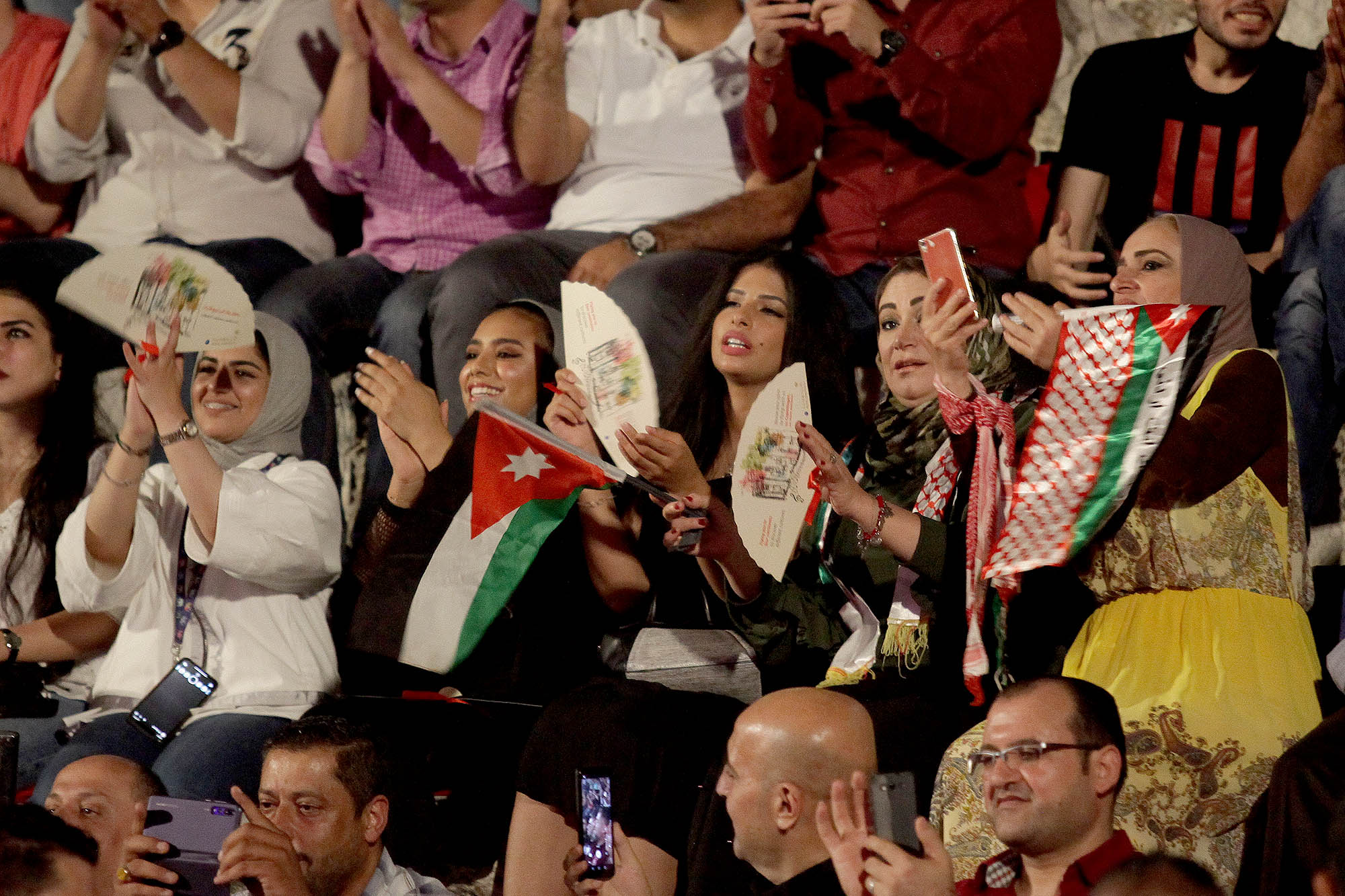
مهرجان جرش

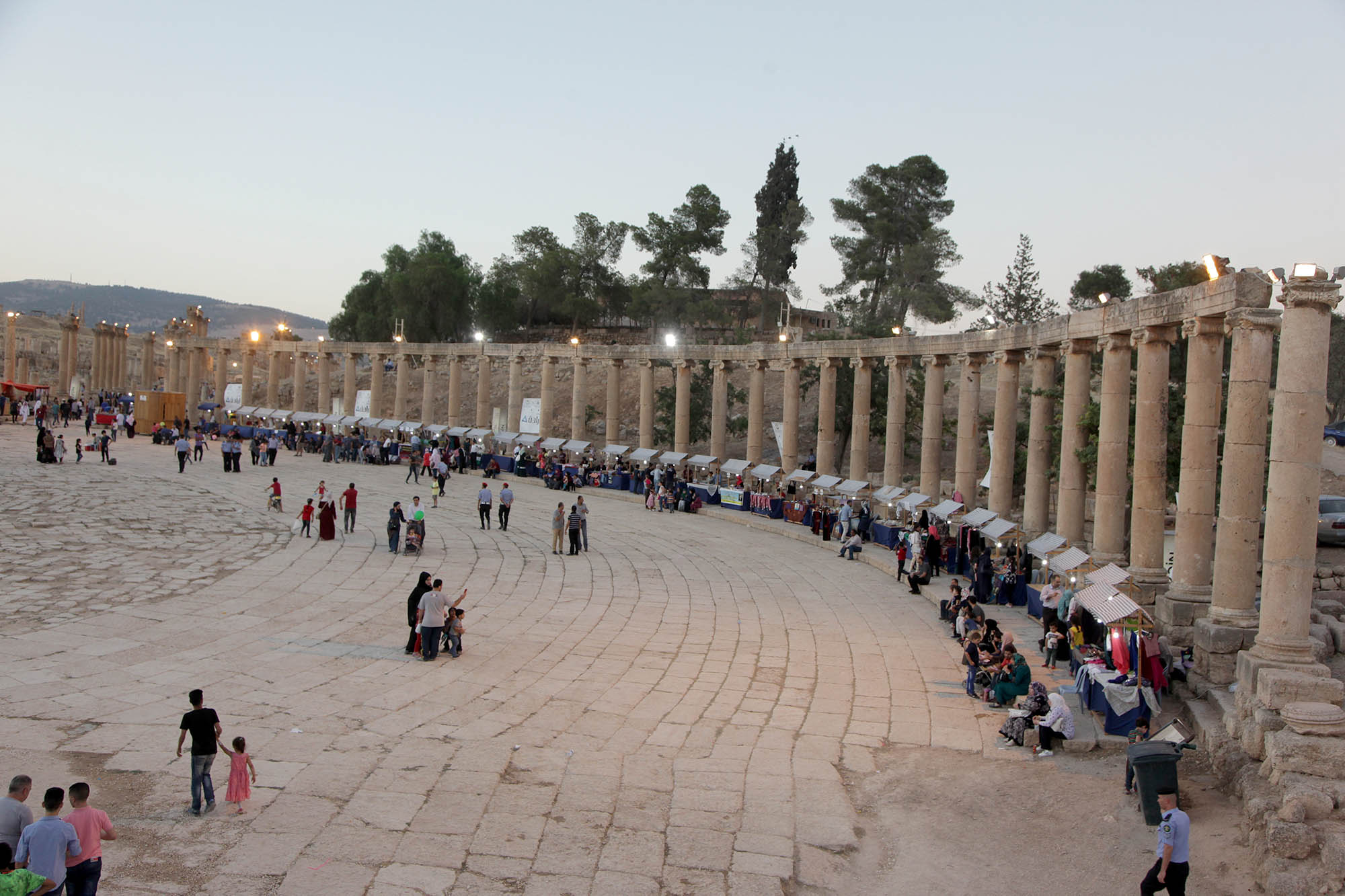
مهرجان جرش

يعقد المهرجان في مدينة جرش الأثرية في تموز من كل عام، ليحول المدينة الأثرية إلى واحدة من أكثر المدن حيوية وثقافة. ويمتاز المهرجان بالعروض الفولكلورية الراقصة التي تؤديها فرق محلية وعالمية، ورقصات الباليه والأمسيات الموسيقية والشعرية، والمسرحيات وعروض الأوبرا، وأمسيات غنائية، علاوة على مبيعات المصنوعات اليدوية التقليدية. 

## السكان
تشير البيانات الديموغرافية للتعداد الوطني الأردني لعام 2004 إلى أن عدد سكان محافظة جرش بلغ 153,602 وتشير تقديرات السكان لعام 2009 إلى 157,000.

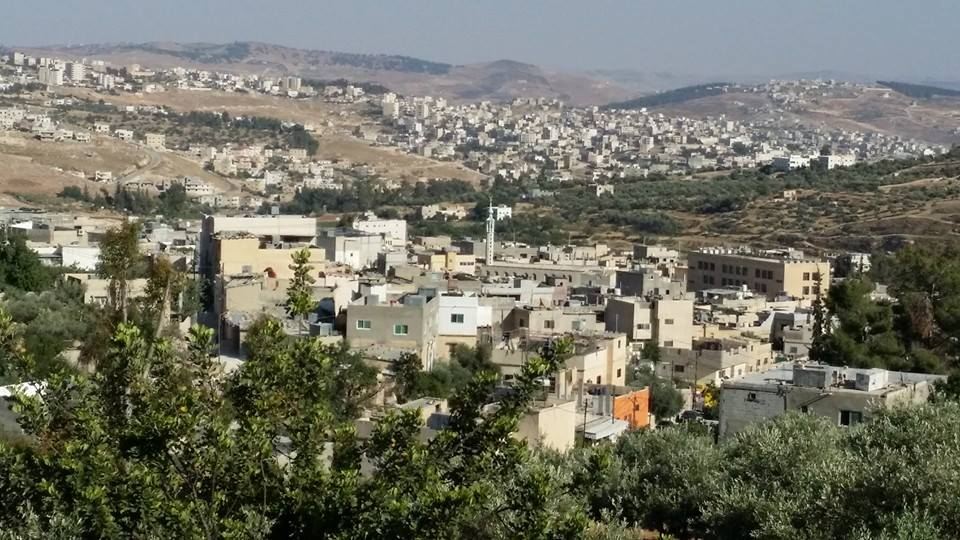
مخيم سوف للاجئين الفلسطينيين، جرش، الأردن

كما يشير تعداد عام 2015 إلى أن عدد سكان المحافظة بلغ نحو 237,059 نسمة يشكل الأردنيون منهم نحو 167,751. حوالي 70,000 غير أردنيين بما فيهم اللاجئين. تحوي المحافظة خاصة مدينة جرش على قوميات واثنيات مختلفة بغالبية ساحقة عربية وأعداد قليلة من الكرد والأرمن والشركس. الغالبية العظمى من السكان هم من المسلمين، وبشكل أقل من المسيحيين (كاثوليك وأرثوذكس).
في محافظة جرش مخيمان لللاجئين الفلسطينيين؛ الأول هو مخيم سوف والذي أسس على إثر النكبة، والثاني مخيم جرش (مخيم غزة) الذي أسس على أثر النكسة. كما يتواجد في المحافظة أعداد كبيرة من اللاجئين السوريين أتوا بعد الأزمة السورية بلغ عددهم 10 آلاف لاجئ، في حين أن العدد الحقيقي لللاجئين السوريين أكبر بكثير وقد يتجاوز الـ 30 ألفاً.

### التوزيع الديمغرافي للسكان
| 1 | مجموع السكان                   | 153,062         | 5,350,000     |
| 2 | معدل النمو                     | 2.06%           | 2.3%          |
| 3 | نسبة الذكور إلى الإناث         | 51.48 إلى 48.52 | 51.5 إلى 48.5 |
| 4 | نسبة الأردنيين للجنسيات الأخرى | 87.1 إلى 12.9   | 93 إلى 7      |
| 5 | عدد الأفراد لكل أسرة           | 5.9             | 5.3           |
| 7 | نسبة السكان تحت عمر 15 سنة     | 52%             | 55.8%         |

## بلديات محافظة جرش

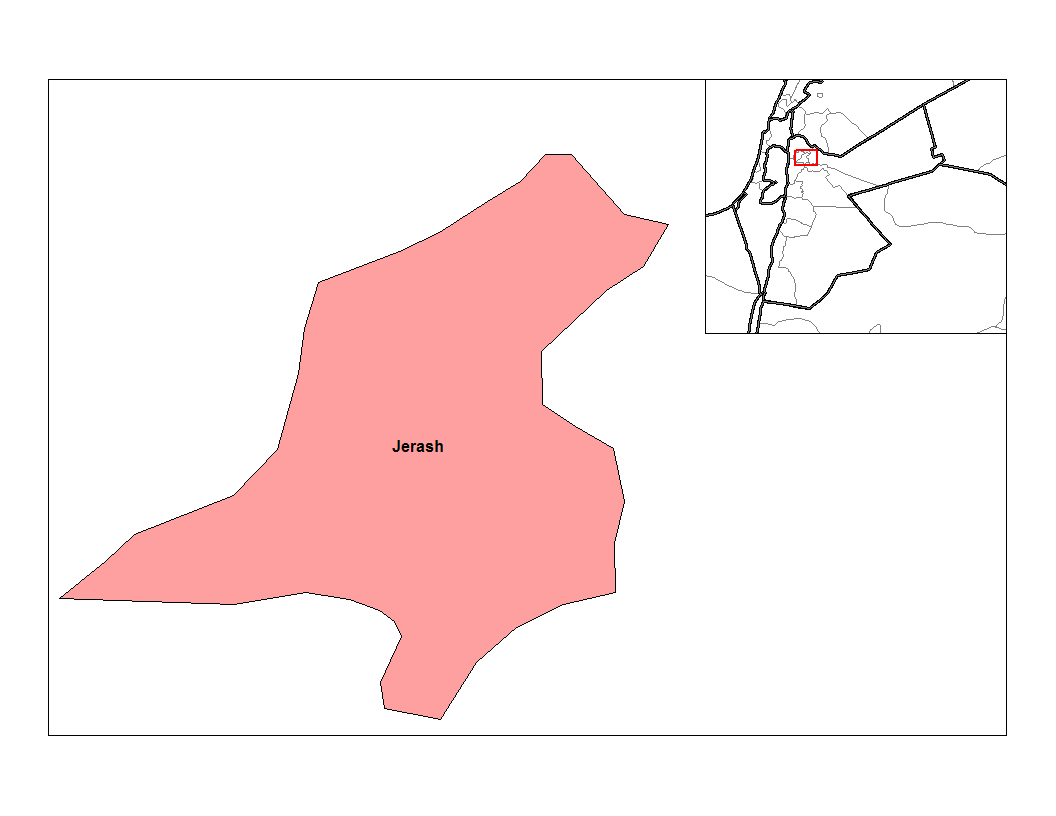
محافظة جرش

- بلدية جرش الكبرى
- بلدية باب عمان
- بلدية برما
- بلدية المعراض
- بلدية النسيم

### مدن وبلدات المحافظة
جرش، سوف، ساكب، برما، المصطبة، كفر خل، الكتة، ريمون، بليلا، قفقفا، نحلة، الكفير، دير الليات، زقريط، عصفور، دبين، الرشايدة، مقبلة، جملا، مرصع، جبة، تلعة الرز، خشيبة، النبي هود، الجزازة، المجدل، المشيرفة، مخيم سوف، مخيم غزة